# Blondelia eufitchiae
Blondelia eufitchiae là một loài ruồi trong họ Tachinidae.